# 투폭함

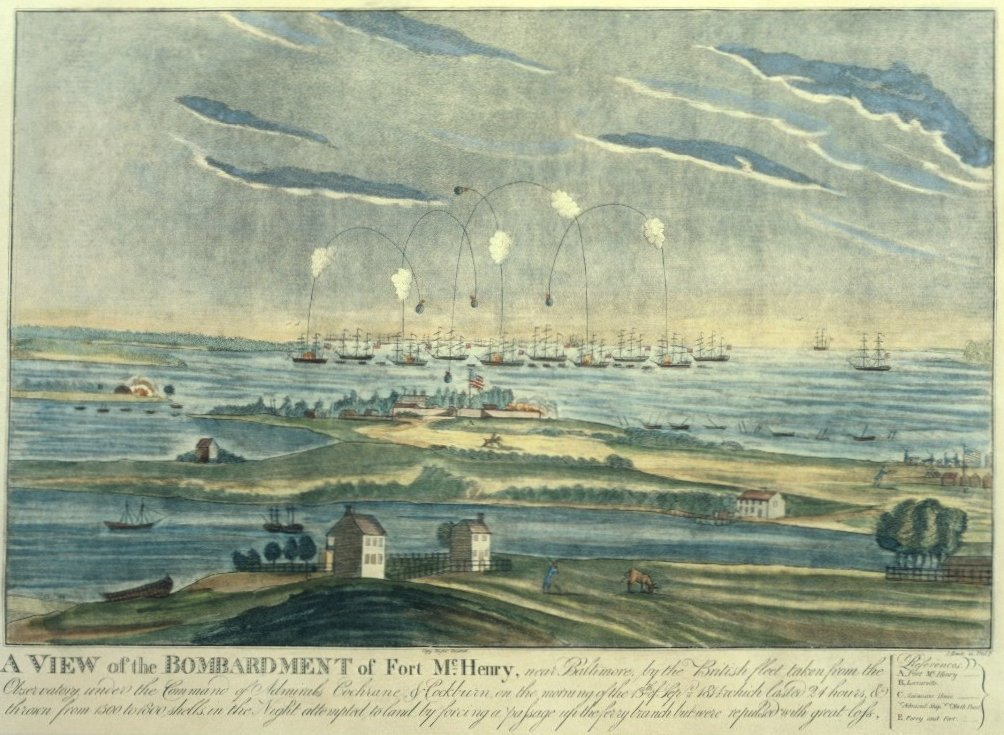
볼티모어 전투 당시 맥헨리 요새를 공격하는 투폭함 떼. 엄청나게 높은 포탄 고각에 주목.

투폭함(投爆艦, bomb vessel)은 목조 군함의 한 종류였다. 이 군함의 주무장은 캐넌(장포신포나 카로네이드 종류의 것)이 아니었다(자위용으로 몇 문 싣기는 했다). 투폭함은 캐넌 대신 구포를 뱃머리에 앙각이 크게 배치하여 그 투사체가 탄도곡선을 그리면서 떨어지게 발사하였다. 발사체로는 고체탄보다는 폭탄이나 소이탄이 이용되었다. 투폭함은 육지에 고정되어 있는 표적에 포탄을 퍼붓는 데 특화된 군함이었다. 근대가 되면서 투폭함의 기능은 19세기의 장갑함을 거쳐 세계대전 때의 모니터함을 비롯한 전함, 순양함, 구축함들로 계승되었다.